# 沖縄県庁
沖縄県庁（おきなわけんちょう、英: Okinawa Prefectural Government）は、地方公共団体である沖縄県の行政機関。

## 歴史
1879年（明治12年）4月、琉球処分により沖縄県が設置され、沖縄県庁は首里に設置後、翌年那覇に置かれる。日本の敗戦後、アメリカの統治下の四つの群島政府、琉球政府を経て、1972年（昭和47年）5月15日に日本に復帰して再び沖縄県となり、その行政を司る機関として新たに沖縄県庁が設置された。

## 所在地
本庁
- 〒900-8570 那覇市泉崎1-2-2

北部庁舎
- 〒905-0015 名護市大南1-13-11

中部庁舎
- 〒904-2155 沖縄市美原1-6-34

南部庁舎
- 〒900-0029 那覇市旭町116-37

宮古事務所
- 〒906-0012 宮古島市平良西里1125

八重山事務所
- 〒907-0002 石垣市真栄里438-1

## 組織
2021年4月1日現在について記載。沖縄県の地方議会については沖縄県議会、沖縄県が設置する警察本部については沖縄県警察をそれぞれ参照。
- 知事　玉城デニー
  - 副知事　謝花喜一郎　富川盛武
    - 知事公室 - 6課
    - 総務部 - 7課
    - 企画部 - 課
    - 環境部 - 5課
    - 子ども生活福祉部 - 9課
    - 保健医療部 - 8課
    - 農林水産部 - 12課
    - 商工労働部 - 課
    - 文化観光スポーツ部 - 7課
    - 土木建築部 - 15課

  - 会計管理者
    - 出納事務局 - 2課
- 教育委員会
  - 事務局 - 9課
- 公安委員会
  - 警察本部
- 監査委員
  - 事務局 - 1課
- 人事委員会
  - 事務局 - 2課
- 海区漁業調整委員会
  - 事務局
- 内水面漁場管理委員会
  - 事務局
- 選挙管理委員会
  - 事務局
- 労働委員会
  - 事務局 - 1課
- 収用委員会
- 地方公営企業
  - 公営企業管理者 - 企業局 - 4課
  - 病院事業管理者 - 病院事業局 - 2課